# جسر تشهر
جسر تشهر (بالفارسية: پل چهر) هو جسر تاريخي يعود إلى عصر الدولة البهلوية، ويقع في مقاطعة هرسين.